# Phyllogomphoides suasillus
Phyllogomphoides suasillus är en trollsländeart som beskrevs av Donnelly 1979. Phyllogomphoides suasillus ingår i släktet Phyllogomphoides och familjen flodtrollsländor. Inga underarter finns listade i Catalogue of Life.